# Opius amaichaensis
Opius amaichaensis är en stekelart som beskrevs av Fischer 1968. Opius amaichaensis ingår i släktet Opius och familjen bracksteklar. Inga underarter finns listade i Catalogue of Life.